# Playa de San Amaro
La playa de San Amaro es una playa urbana de la ciudad de La Coruña (Galicia, España) de arena blanca y fina situada en el barrio de Adormideras.  
Dispone de aseos públicos, duchas, y durante el verano de puesto de salvamento, socorrismo y primeros auxilios. Se puede llegar a la playa con las líneas de autobús 3, 3A y 5.
En 1935 se inauguró junto a la playa el Club del Mar de San Amaro que, con motivo de la construcción del dique de abrigo, se trasladó posteriormente al otro extremo de la cala; en el lugar donde se encontraban las ruinas del castillo de San Amaro.
En su ensenada se celebra cada verano desde 1935, la travesía a nado ensenada San Amaro.